# Please (альбом Pet Shop Boys)
«Please» (англ. Будь ласка) — дебютний студійний альбом британського дуету Pet Shop Boys, представлений 24 березня 1986 року лейблом Parlophone Records у Великій Британії та EMI America Records у США. Платівка досягла третього місця у британському чарті, та сьомого — у американському Billboard 200, а також отримала «платиновий» статус в обох країнах. Перед виходом альбому гурт випустив чотири сингли, один із яких («West End Girls») очолив як британський, так і американський чарти.

## Список пісень
Автор музики і слів Ніл Теннант і Кріс Лоу (якщо не зазначено інше). 
| #     | Назва                                      | Автор                   | Тривалість |
| ----- | ------------------------------------------ | ----------------------- | ---------- |
| 1.    | «Two Divided by Zero»                      | Боббі Орландо Теннант   | 3:34       |
| 2.    | «West End Girls»                           |                         | 4:45       |
| 3.    | «Opportunities (Let's Make Lots of Money)» |                         | 3:43       |
| 4.    | «Love Comes Quickly»                       | Теннант Лоу Стівен Гейг | 4:19       |
| 5.    | «Suburbia»                                 |                         | 5:50       |
| 6.    | «Opportunities» (reprise)                  |                         | 0:33       |
| 7.    | «Tonight Is Forever»                       |                         | 4:31       |
| 8.    | «Violence»                                 |                         | 4:27       |
| 9.    | «I Want a Lover»                           |                         | 4:50       |
| 10.   | «Later Tonight»                            |                         | 2:46       |
| 11.   | «Why Don't We Live Together?»              |                         | 4:44       |
| 44:02 |                                            |                         |            |

## Чарти

### Тижневі чарти
| Чарт (1986)                                          | Peak position |
| ---------------------------------------------------- | ------------- |
| Australian Albums (Kent Music Report)                | 10            |
| Канада Canada Top Albums/CDs (RPM)                   | 3             |
| European Albums (Music & Media)                      | 18            |
| Finnish Albums (Suomen virallinen lista)             | 4             |
| Німеччина German Albums (Offizielle Top 100)         | 38            |
| Icelandic Albums (Tónlist)                           | 8             |
| Italian Albums (Musica e dischi)                     | 21            |
| Нова Зеландія New Zealand Albums (Recorded Music NZ) | 2             |
| Норвегія Norwegian Albums (VG-lista)                 | 13            |
| Spanish Albums (AFYVE)                               | 8             |
| Швеція Swedish Albums (Sverigetopplistan)            | 21            |
| Швейцарія Swiss Albums (Schweizer Hitparade)         | 20            |
| Велика Британія UK Albums (OCC)                      | 3             |
| США Billboard 200                                    | 7             |

### Річні чарти
| Чарт (1986)                           | Позиція |
| ------------------------------------- | ------- |
| Australian Albums (Kent Music Report) | 59      |
| Canada Top Albums/CDs (RPM)           | 15      |
| European Albums (Music & Media)       | 46      |
| New Zealand Albums (RMNZ)             | 8       |
| UK Albums (Gallup)                    | 34      |
| US Billboard 200                      | 39      |

## Сертифікації та продажі
| Регіон                                                                                          | Сертифікація | Продажі    |
| ----------------------------------------------------------------------------------------------- | ------------ | ---------- |
| Бразилія                                                                                        | —            | 75,000     |
| Канада (Music Canada)                                                                           | Платиновий   | 100 000^   |
| Нова Зеландія (RIANZ)                                                                           | Платиновий   | 15 000^    |
| Велика Британія (BPI)                                                                           | Платиновий   | 300 000^   |
| США (RIAA)                                                                                      | Платиновий   | 1 000 000^ |
| *продажі, що базуються лише на сертифікаціях ^відвантаження, що базуються лише на сертифікаціях |              |            |